# Gobius cruentatus
Gobie ensanglanté, Gobie à bouche rouge
Espèce
Le Gobie ensanglanté, Gobius cruentatus, ou Gobie à bouche rouge, est une espèce de poissons marins de la sous-famille des Gobiinae qui vit sur les fonds rocheux. Il est ainsi nommé en raison de la couleur rouge vif qui entoure la bouche de la plupart des individus.
Il a été signalé en 2006 en mer Noire pour la première fois.

## Galerie photos

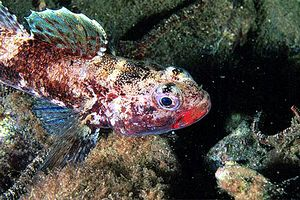
Gobius cruentatus
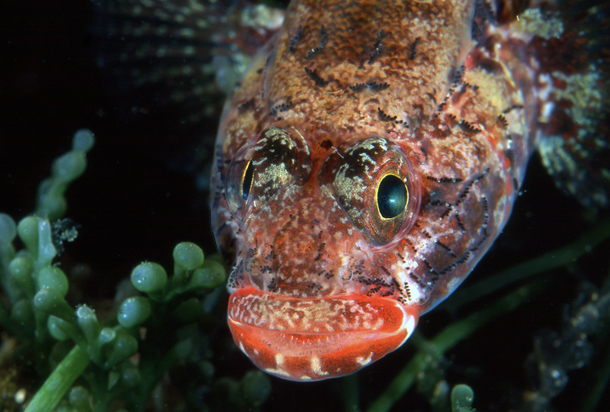
Détail de la bouche
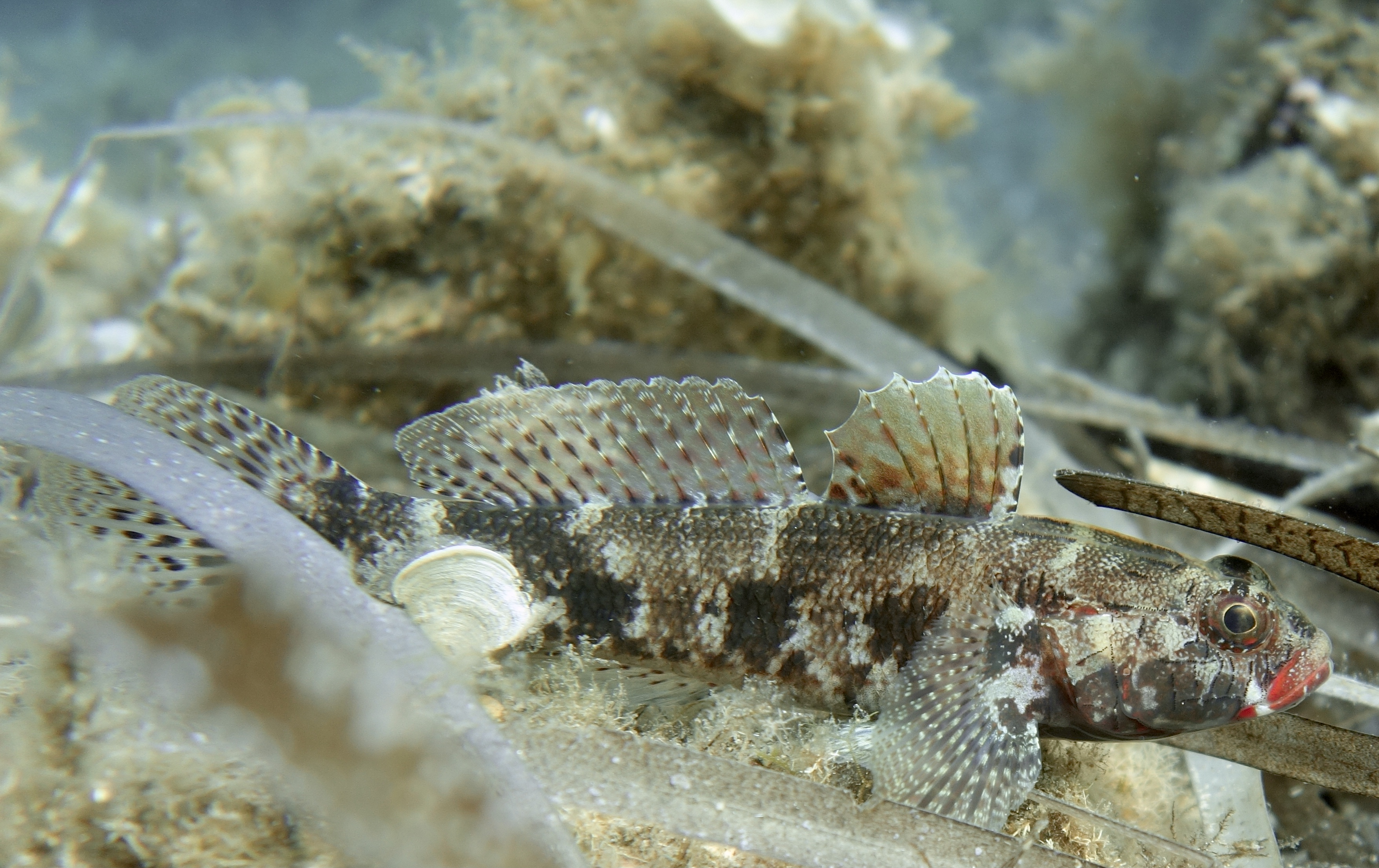
Gobius cruentatus, plage de l’Anse de Méjean, Méditerranée.
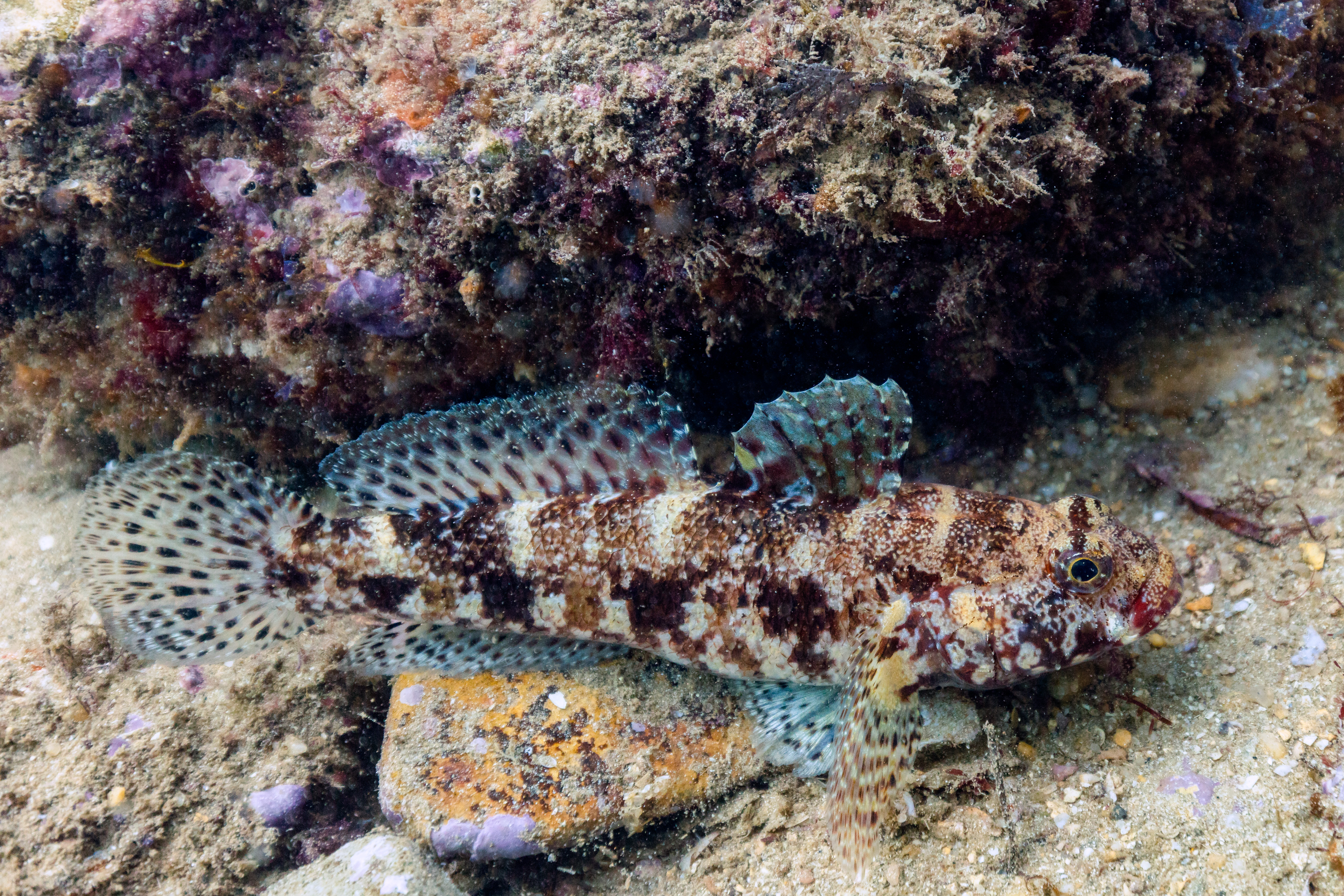
Gobius cruentatus dans le parc naturel de l'Arrábida, Portugal. Septembre 2021.